# Progressione del record mondiale dei 400 m stile libero
In vasca corta (25 metri) i record del mondo sono omologati dalla FINA dal 3 marzo 1991.

## Uomini

### Vasca lunga
| #                 | Tempo   | +   | Atleta               | Nazionalità       | Data              | Evento                                         | Luogo                             | Ref   |
| ----------------- | ------- | --- | -------------------- | ----------------- | ----------------- | ---------------------------------------------- | --------------------------------- | ----- |
| 1                 | 5'36"8  |     | Henry Taylor         | Gran Bretagna     | 16 luglio 1908    | Giochi olimpici                                | Londra, Regno Unito               |       |
| 2                 | 5'35"8  |     | Thomas Battersby     | Gran Bretagna     | 21 settembre 1911 |                                                | Londra, Regno Unito               |       |
| 3                 | 5'29"0  |     | Alajos Kenyery       | Ungheria          | 21 aprile 1912    |                                                | Magdeburgo, Germania              |       |
| 4                 | 5'28"4  |     | Béla Las-Torres      | Ungheria          | 5 giugno 1912     |                                                | Budapest, Ungheria                |       |
| 5                 | 5'24"4  |     | George Hodgson       | Canada            | 14 luglio 1912    | Giochi olimpici                                | Stoccolma, Svezia                 |       |
| 6                 | 5'21"6  |     | Jack Hatfield        | Gran Bretagna     | 26 settembre 1912 |                                                | Londra, Regno Unito               |       |
| 7                 | 5'14"6  |     | Norman Ross          | Stati Uniti       | 9 ottobre 1919    |                                                | Los Angeles, Stati Uniti          |       |
| 8                 | 5'14"4  |     | Norman Ross          | Stati Uniti       | 25 settembre 1921 |                                                | Brighton Beach, Stati Uniti       |       |
| 9                 | 5'11"8  |     | Arne Borg            | Svezia            | 9 aprile 1922     |                                                | Stoccolma, Svezia                 |       |
| 10                | 5'06"6  |     | Johnny Weissmuller   | Stati Uniti       | 22 giugno 1922    |                                                | Honolulu, Hawaii                  |       |
| 11                | 4'57"0  |     | Johnny Weissmuller   | Stati Uniti       | 6 marzo 1923      |                                                | New Haven, Stati Uniti            |       |
| 12                | 4'54"7  |     | Arne Borg            | Svezia            | 9 dicembre 1924   |                                                | Stoccolma, Svezia                 |       |
| 13                | 4'50"3  |     | Arne Borg            | Svezia            | 11 settembre 1925 |                                                | Stoccolma, Svezia                 |       |
| 14                | 4'47"0  |     | Jean Taris           | Francia           | 16 aprile 1931    |                                                | Parigi, Francia                   |       |
| 15                | 4'46"4  |     | Shōzō Makino         | Giappone          | 14 agosto 1933    |                                                | Tokyo, Giappone                   |       |
| 16                | 4'38"7  |     | Jack Medica          | Stati Uniti       | 30 agosto 1934    |                                                | Honolulu, Hawaii                  |       |
| 17                | 4'38"5  |     | William Smith        | Stati Uniti       | 13 maggio 1941    |                                                | Honolulu, Hawaii                  |       |
| 18                | 4'35"2  |     | Alex Jany            | Francia           | 12 settembre 1947 | Campionati europei                             | Monte Carlo, Principato di Monaco |       |
| 19                | 4'34"6  |     | Hironoshin Furuhashi | Giappone          | 24 luglio 1949    |                                                | Tokyo, Giappone                   |       |
| 20                | 4'33"3  |     | Hironoshin Furuhashi | Giappone          | 18 agosto 1949    |                                                | Los Angeles, Stati Uniti          |       |
| 21                | 4'33"1  |     | John Marshall        | Australia         | 11 marzo 1950     |                                                | New Haven, Stati Uniti            |       |
| 22                | 4'29"5  |     | John Marshall        | Australia         | 1º aprile 1950    |                                                | New Haven, Stati Uniti            |       |
| 23                | 4'26"9  |     | John Marshall        | Australia         | 24 marzo 1951     |                                                | New Haven, Stati Uniti            |       |
| 24                | 4'26"7  |     | Ford Konno           | Stati Uniti       | 3 aprile 1954     |                                                | New Haven, Stati Uniti            |       |
| Nuovo regolamento |         |     |                      |                   |                   |                                                |                                   |       |
| 25                | 4'27"0  | 55y | Murray Rose          | Australia         | 27 ottobre 1956   |                                                | Melbourne, Australia              |       |
| 26                | 4'25"9  | 55y | Murray Rose          | Australia         | 12 gennaio 1957   |                                                | Sydney, Australia                 |       |
| 27                | 4'25"9  | 55y | John Konrads         | Australia         | 15 gennaio 1958   |                                                | Sydney, Australia                 |       |
| 28                | 4'21"8  | 55y | John Konrads         | Australia         | 12 gennaio 1959   |                                                | Melbourne, Australia              |       |
| 29                | 4'19"0  | 55y | John Konrads         | Australia         | 7 febbraio 1959   |                                                | Sydney, Australia                 |       |
| 30                | 4'16"6  |     | Tsuyoshi Yamanaka    | Giappone          | 26 luglio 1959    |                                                | Osaka, Giappone                   |       |
| 31                | 4'15"9  | 55y | John Konrads         | Australia         | 23 febbraio 1960  |                                                | Sydney, Australia                 |       |
| 32                | 4'13"4  |     | Murray Rose          | Australia         | 17 agosto 1962    |                                                | Chicago, Stati Uniti              |       |
| 33                | 4'12"7  |     | Don Schollander      | Stati Uniti       | 31 luglio 1964    | USA Summer Nationals                           | Los Altos, Stati Uniti            |       |
| 34                | 4'12"2  |     | Don Schollander      | Stati Uniti       | 15 ottobre 1964   | Giochi olimpici                                | Tokyo, Giappone                   |       |
| 35                | 4'11"8  |     | John Nelson          | Stati Uniti       | 18 agosto 1966    |                                                | Lincoln, Stati Uniti              |       |
| 36                | 4'11"6  |     | Don Schollander      | Stati Uniti       | 18 agosto 1966    |                                                | Lincoln, Stati Uniti              |       |
| 37                | 4'11"1  |     | Frank Wiegand        | Germania Est      | 25 agosto 1966    |                                                | Utrecht, Paesi Bassi              |       |
| 38                | 4'10"6  |     | Mark Spitz           | Stati Uniti       | 25 giugno 1967    |                                                | Haywood, Stati Uniti              |       |
| 38 =              | 4'10"6  |     | Alain Mosconi        | Francia           | 2 luglio 1967     |                                                | Principato di Monaco              |       |
| 39                | 4'09"2  |     | Alain Mosconi        | Francia           | 4 luglio 1967     |                                                | Principato di Monaco              |       |
| 40                | 4'08"8  |     | Mark Spitz           | Stati Uniti       | 7 luglio 1967     | Santa Clara International Invitation Swim Meet | Santa Clara, Stati Uniti          |       |
| 41                | 4'08"2  |     | Greg Charlton        | Stati Uniti       | 28 agosto 1967    |                                                | Tokyo, Giappone                   |       |
| 42                | 4'07"7  |     | Mark Spitz           | Stati Uniti       | 23 giugno 1968    |                                                | Haywood, Stati Uniti              |       |
| 43                | 4'06"5  |     | Ralph Hutton         | Canada            | 1º agosto 1968    | AAU National Swimming Championships            | Lincoln, Stati Uniti              |       |
| 44                | 4'04"0  |     | Hans Fassnacht       | Germania Ovest    | 14 agosto 1969    | AAU National Swimming Championships            | Louisville, Stati Uniti           |       |
| 45                | 4'02"8  |     | John Kinsella        | Stati Uniti       | 20 agosto 1970    | AAU National Swimming Championships            | Los Angeles, Stati Uniti          |       |
| 46                | 4'02"6  |     | Gunnar Larsson       | Svezia            | 7 settembre 1970  | Campionati europei                             | Barcellona, Spagna                |       |
| 47                | 4'02"1  |     | Tom McBreen          | Stati Uniti       | 25 agosto 1971    | AAU Nationals                                  | Houston, Stati Uniti              |       |
| 48                | 4'01"7  |     | Brad Cooper          | Australia         | 12 febbraio 1972  | AUS Nationals & Olympic Trials                 | Brisbane, Australia               |       |
| 49                | 4'00"11 |     | Kurt Krumpholz       | Stati Uniti       | 4 agosto 1972     | USA Olympic Trials                             | Chicago, Stati Uniti              |       |
| 50                | 3'58"18 |     | Rick DeMont          | Stati Uniti       | 9 settembre 1973  | Campionati mondiali                            | Belgrado, Jugoslavia              |       |
| 51                | 3'56"69 |     | Tim Shaw             | Stati Uniti       | 22 agosto 1974    | AAU National Swimming Championships            | Concord, Stati Uniti              |       |
| 52                | 3'54"69 |     | Tim Shaw             | Stati Uniti       | 22 agosto 1974    | AAU National Swimming Championships            | Concord, Stati Uniti              |       |
| 53                | 3'53"95 |     | Tim Shaw             | Stati Uniti       | 19 giugno 1975    | USA World Championship Trials                  | Long Beach, Stati Uniti           |       |
| 54                | 3'53"31 |     | Tim Shaw             | Stati Uniti       | 20 agosto 1975    | AAU National Swimming Championships            | Kansas City, Stati Uniti          |       |
| 55                | 3'53"08 |     | Brian Goodell        | Stati Uniti       | 18 giugno 1976    | USA Olympic Trials                             | Long Beach, Stati Uniti           |       |
| 56                | 3'51"93 |     | Brian Goodell        | Stati Uniti       | 22 luglio 1976    | Giochi olimpici                                | Montréal, Canada                  |       |
| 57                | 3'51"56 |     | Brian Goodell        | Stati Uniti       | 27 agosto 1977    | USA vs. DDR Dual Meet                          | Berlino Ovest, Germania Ovest     |       |
| 58                | 3'51"41 |     | Vladimir Sal'nikov   | Unione Sovietica  | 6 aprile 1979     | URS vs. DDR Junior meet                        | Potsdam, Germania Est             |       |
| 59                | 3'51"40 |     | Vladimir Sal'nikov   | Unione Sovietica  | 19 agosto 1979    | URS vs. CAN Duel                               | Mosca, Unione Sovietica           |       |
| 60                | 3'51"20 |     | Vladimir Sal'nikov   | Unione Sovietica  | 29 febbraio 1980  | URS Winter Nationals                           | Potsdam, Germania Est             |       |
| 61                | 3'50"49 |     | Peter Szmidt         | Canada            | 15 luglio 1980    | Canadian Nationals & Olympic Trials            | Etobicoke, Canada                 |       |
| 62                | 3'49"57 |     | Vladimir Sal'nikov   | Unione Sovietica  | 12 marzo 1982     | URS vs. DDR Duel                               | Mosca, Unione Sovietica           |       |
| 62 =              | 3'49"57 |     | Vladimir Sal'nikov   | Unione Sovietica  | 14 luglio 1982    | URS Nationals                                  | Kiev, Unione Sovietica            |       |
| 63                | 3'48"32 |     | Vladimir Sal'nikov   | Unione Sovietica  | 19 febbraio 1983  | URS Winter Nationals                           | Mosca, Unione Sovietica           |       |
| 64                | 3'47"80 |     | Michael Groß         | Germania Ovest    | 27 giugno 1985    | FRG Nationals & European Championship Trials   | Wuppertal, Germania Ovest         |       |
| 65                | 3'47"38 |     | Artur Wojdat         | Polonia           | 25 marzo 1988     | USA Spring Nationals                           | Orlando, Stati Uniti              |       |
| 66                | 3'46"95 |     | Uwe Daßler           | Germania Est      | 23 settembre 1988 | Giochi olimpici                                | Seul, Corea del Sud               |       |
| 67                | 3'46"47 |     | Kieren Perkins       | Australia         | 3 aprile 1992     | Australian Olympic Trials                      | Canberra, Australia               |       |
| 68                | 3'45"00 |     | Evgenij Sadovyj      | Squadra Unificata | 29 luglio 1992    | Giochi olimpici                                | Barcellona, Spagna                |       |
| 69                | 3'43"80 |     | Kieren Perkins       | Australia         | 11 settembre 1994 | Campionati mondiali                            | Roma, Italia                      |       |
| 70                | 3'41"83 |     | Ian Thorpe           | Australia         | 22 agosto 1999    | Campionati panpacifici                         | Sydney, Australia                 |       |
| 71                | 3'41"33 |     | Ian Thorpe           | Australia         | 13 maggio 2000    | Australian Olympic Trials                      | Sydney, Australia                 |       |
| 72                | 3'40"59 |     | Ian Thorpe           | Australia         | 16 settembre 2000 | Giochi olimpici                                | Sydney, Australia                 |       |
| 73                | 3'40"17 |     | Ian Thorpe           | Australia         | 22 luglio 2001    | Campionati mondiali                            | Fukuoka, Giappone                 |       |
| 74                | 3'40"08 |     | Ian Thorpe           | Australia         | 30 luglio 2002    | Giochi del Commonwealth                        | Manchester, Regno Unito           |       |
| 75                | 3'40"07 |     | Paul Biedermann      | Germania          | 26 luglio 2009    | Campionati mondiali                            | Roma, Italia                      | [ 1 ] |
| 76                | 3'39"96 |     | Lukas Märtens        | Germania          | 12 aprile 2025    | Open di Svezia 2025                            | Stoccolma, Svezia                 |       |

Legenda: Ref - Referto della gara;
Record non ottenuti in finale: (b) - batteria; (sf) - semifinale; (s) - staffetta prima frazione.

### Vasca corta
| #                                            | Tempo   | + | Atleta             | Nazionalità      | Data              | Evento                 | Luogo                  | Ref   |
| -------------------------------------------- | ------- | - | ------------------ | ---------------- | ----------------- | ---------------------- | ---------------------- | ----- |
| -                                            | 3'45"10 |   | Vladimir Sal'nikov | Unione Sovietica |                   |                        |                        |       |
| -                                            | 3'44"75 |   | Sven Lodziewski    | Germania Est     | 1981              | Meeting di Rostock     | Rostock, Germania Est  |       |
| -                                            | 3'42"96 |   | Vladimir Sal'nikov | Unione Sovietica | 1981              | Coppa Europa           |                        |       |
| Record riconosciuti ufficialmente dalla FINA |         |   |                    |                  |                   |                        |                        |       |
| 1                                            | 3'41"74 |   | Giorgio Lamberti   | Italia           | 13 febbraio 1988  | German Invitational    | Bonn, Germania Ovest   |       |
| 2                                            | 3'40"81 |   | Anders Holmertz    | Svezia           | 4 febbraio 1990   | Open di Parigi         | Parigi, Francia        |       |
| 3                                            | 3'40"46 |   | Danyon Loader      | Nuova Zelanda    | 2 novembre 1995   | Coppa del Mondo        | Sheffield, Regno Unito |       |
| 4                                            | 3'39"32 |   | Ian Thorpe         | Australia        | 25 settembre 1998 | Campionati australiani | Perth, Australia       |       |
| 5                                            | 3'35"01 |   | Grant Hackett      | Australia        | 2 aprile 1999     | Campionati mondiali    | Hong Kong, Cina        |       |
| 6                                            | 3'34"58 |   | Grant Hackett      | Australia        | 18 luglio 2002    | Telstra Grand Prix     | Sydney, Australia      |       |
| 7                                            | 3'32"77 |   | Paul Biedermann    | Germania         | 14 novembre 2009  | Coppa del Mondo        | Berlino, Germania      |       |
| 8                                            | 3'32"25 |   | Yannick Agnel      | Francia          | 15 novembre 2012  | Campionati francesi    | Angers, Francia        | [ 2 ] |

Legenda: Ref - Referto della gara;
Record non ottenuti in finale: (b) - batteria; (sf) - semifinale; (s) - staffetta prima frazione.

## Donne

### Vasca lunga
| #                 | Tempo   | +   | Atleta              | Nazionalità   | Data              | Evento                                                | Luogo                         | Ref   |
| ----------------- | ------- | --- | ------------------- | ------------- | ----------------- | ----------------------------------------------------- | ----------------------------- | ----- |
| 1                 | 6'30"2  | 55y | Ethelda Bleibtrey   | Stati Uniti   | 16 agosto 1919    |                                                       | New York, Stati Uniti         |       |
| 2                 | 6'16"6  |     | Hilda James         | Gran Bretagna | 29 luglio 1921    |                                                       | Leeds, Regno Unito            |       |
| 3                 | 5'53"2  |     | Gertrude Ederle     | Stati Uniti   | 4 agosto 1922     |                                                       | Indianapolis, Stati Uniti     |       |
| 4                 | 5'51"4  |     | Martha Norelius     | Stati Uniti   | 23 gennaio 1927   |                                                       | Coral Gables, Stati Uniti     |       |
| 5                 | 5'49"6  |     | Martha Norelius     | Stati Uniti   | 30 giugno 1928    |                                                       | New York, Stati Uniti         |       |
| 6                 | 5'42"8  |     | Martha Norelius     | Stati Uniti   | 6 agosto 1928     | Giochi olimpici                                       | Amsterdam, Paesi Bassi        |       |
| 7                 | 5'39"2  |     | Martha Norelius     | Stati Uniti   | 27 agosto 1928    |                                                       | Vienna, Austria               |       |
| 8                 | 5'31"0  |     | Helene Madison      | Stati Uniti   | 3 febbraio 1931   |                                                       | Seattle, Stati Uniti          |       |
| 9                 | 5'28"5  |     | Helene Madison      | Stati Uniti   | 13 agosto 1932    |                                                       | Los Angeles, Stati Uniti      |       |
| 10                | 5'16"0  |     | Willy den Ouden     | Paesi Bassi   | 12 luglio 1934    |                                                       | Rotterdam, Paesi Bassi        |       |
| 11                | 5'14"2  |     | Ragnhild Hveger     | Danimarca     | 10 febbraio 1937  |                                                       | Copenaghen, Danimarca         |       |
| 12                | 5'14"0  |     | Ragnhild Hveger     | Danimarca     | 3 ottobre 1937    |                                                       | Gand, Belgio                  |       |
| 13                | 5'12"4  |     | Ragnhild Hveger     | Danimarca     | 14 novembre 1937  |                                                       | Magdeburgo, Germania          |       |
| 14                | 5'11"0  |     | Ragnhild Hveger     | Danimarca     | 12 dicembre 1937  |                                                       | Copenaghen, Danimarca         |       |
| 15                | 5'08"2  |     | Ragnhild Hveger     | Danimarca     | 16 gennaio 1938   |                                                       | Copenaghen, Danimarca         |       |
| 16                | 5'06"1  |     | Ragnhild Hveger     | Danimarca     | 1º agosto 1938    |                                                       | Copenaghen, Danimarca         |       |
| 17                | 5'05"4  |     | Ragnhild Hveger     | Danimarca     | 8 settembre 1940  |                                                       | Svendborg, Danimarca          |       |
| 18                | 5'00"1  |     | Ragnhild Hveger     | Danimarca     | 15 settembre 1940 |                                                       | Copenaghen, Danimarca         |       |
| 19                | 4'50"8  |     | Lorraine Crapp      | Australia     | 25 agosto 1956    |                                                       | Townsville, Australia         |       |
| 20                | 4'47"2  |     | Lorraine Crapp      | Australia     | 20 ottobre 1956   |                                                       | Sydney, Australia             |       |
| Nuovo regolamento |         |     |                     |               |                   |                                                       |                               |       |
| 21                | 4'45"4  | 55y | Ilsa Konrads        | Australia     | 9 gennaio 1960    |                                                       | Sydney, Australia             |       |
| 22                | 4'44"5  |     | Chris von Saltza    | Stati Uniti   | 5 agosto 1960     | USA Olympic Trials                                    | Detroit, Stati Uniti          |       |
| 23                | 4'42"0  |     | Marilyn Ramenofsky  | Stati Uniti   | 11 luglio 1964    |                                                       | Los Altos, Stati Uniti        |       |
| 24                | 4'41"7  |     | Marilyn Ramenofsky  | Stati Uniti   | 1º agosto 1964    | USA Summer Nationals                                  | Los Altos, Stati Uniti        |       |
| 25                | 4'39"5  |     | Marilyn Ramenofsky  | Stati Uniti   | 31 agosto 1964    |                                                       | New York, Stati Uniti         |       |
| 26                | 4'39"2  |     | Martha Randall      | Stati Uniti   | 14 agosto 1965    |                                                       | Maumee, Stati Uniti           |       |
| 27                | 4'38"0  |     | Martha Randall      | Stati Uniti   | 26 agosto 1965    |                                                       | Principato di Monaco          |       |
| 28                | 4'36"8  |     | Pamela Kruse        | Stati Uniti   | 30 giugno 1967    |                                                       | Fort Lauderdale, Stati Uniti  |       |
| 29                | 4'36"4  |     | Pamela Kruse        | Stati Uniti   | 7 luglio 1967     | Santa Clara International Invitation Swim Meet        | Santa Clara, Stati Uniti      |       |
| 30                | 4'32"6  |     | Debbie Meyer        | Stati Uniti   | 27 luglio 1967    | V Giochi panamericani                                 | Winnipeg, Canada              |       |
| 31                | 4'29"0  |     | Debbie Meyer        | Stati Uniti   | 18 agosto 1967    | AAU Nationals                                         | Filadelfia, Stati Uniti       |       |
| 32                | 4'26"7  |     | Debbie Meyer        | Stati Uniti   | 1º agosto 1968    | AAU Nationals                                         | Lincoln, Stati Uniti          |       |
| 33                | 4'24"5  |     | Debbie Meyer        | Stati Uniti   | 25 agosto 1968    | Trials olimpici USA                                   | Los Angeles, Stati Uniti      |       |
| 34                | 4'24"3  |     | Debbie Meyer        | Stati Uniti   | 20 agosto 1970    | AAU Nationals                                         | Los Angeles, Stati Uniti      |       |
| 35                | 4'22"6  |     | Karen Moras         | Australia     | 30 aprile 1971    | Coca Cola International                               | Londra, Regno Unito           |       |
| 36                | 4'21"2  |     | Shane Gould         | Australia     | 9 luglio 1971     | Santa Clara Invitational                              | Santa Clara, Stati Uniti      |       |
| 37                | 4'19"04 |     | Shane Gould         | Australia     | 30 agosto 1972    | Giochi olimpici                                       | Monaco, Germania Ovest        |       |
| 38                | 4'18"07 |     | Keena Rothhammer    | Stati Uniti   | 22 agosto 1973    | AAU Nationals & World Championship Trials             | Louisville, Stati Uniti       |       |
| 39                | 4'17"33 |     | Heather Greenwood   | Stati Uniti   | 28 giugno 1974    | Santa Clara Invitational                              | Santa Clara, Stati Uniti      |       |
| 40                | 4'15"77 |     | Shirley Babashoff   | Stati Uniti   | 22 agosto 1974    | AAU Nationals                                         | Concord, Stati Uniti          |       |
| 41                | 4'14"76 |     | Shirley Babashoff   | Stati Uniti   | 20 giugno 1975    | USA World Championships Trials                        | Long Beach, Stati Uniti       |       |
| 42                | 4'11"69 |     | Barbara Krause      | Germania Est  | 3 giugno 1976     | DDR Olympic Trials                                    | Berlino Est, Germania Est     |       |
| 43                | 4'09"89 |     | Petra Thümer        | Germania Est  | 20 luglio 1976    | Giochi olimpici                                       | Montréal, Canada              |       |
| 44                | 4'08"91 |     | Petra Thümer        | Germania Est  | 17 agosto 1977    | Campionati europei                                    | Jönköping, Svezia             |       |
| 45                | 4'07"66 |     | Kimberley Linehan   | Stati Uniti   | 2 agosto 1978     | USA Summer Nationals & World Championship Team Trials | The Woodlands, Stati Uniti    |       |
| 46                | 4'06"28 |     | Tracey Wickham      | Australia     | 24 agosto 1978    | Campionati mondiali                                   | Berlino Ovest, Germania Ovest |       |
| 47                | 4'05"45 |     | Janet Evans         | Stati Uniti   | 20 dicembre 1987  | US Open                                               | Orlando, Stati Uniti          |       |
| 48                | 4'03"85 |     | Janet Evans         | Stati Uniti   | 22 settembre 1988 | Giochi olimpici                                       | Seul, Corea del Sud           |       |
| 49                | 4'03"03 |     | Laure Manaudou      | Francia       | 12 maggio 2006    | Campionati francesi                                   | Tours, Francia                |       |
| 50                | 4'02"13 |     | Laure Manaudou      | Francia       | 6 agosto 2006     | Campionati europei                                    | Budapest, Ungheria            |       |
| 51                | 4'01"53 |     | Federica Pellegrini | Italia        | 24 marzo 2008     | Campionati europei                                    | Eindhoven, Paesi Bassi        |       |
| 52                | 4'00"66 |     | Joanne Jackson      | Gran Bretagna | 16 marzo 2009     | Campionati britannici                                 | Sheffield, Regno Unito        |       |
| 53                | 4'00"41 |     | Federica Pellegrini | Italia        | 27 giugno 2009    | Giochi del Mediterraneo                               | Pescara, Italia               |       |
| 54                | 3'59"15 |     | Federica Pellegrini | Italia        | 26 luglio 2009    | Campionati mondiali                                   | Roma, Italia                  |       |
| 55                | 3'58"86 |     | Katie Ledecky       | Stati Uniti   | 10 agosto 2014    | USA Summer Nationals                                  | Irvine, Stati Uniti           |       |
| 56                | 3'58"37 |     | Katie Ledecky       | Stati Uniti   | 23 agosto 2014    | Campionati panpacifici                                | Gold Coast, Australia         |       |
| 57                | 3'56"46 |     | Katie Ledecky       | Stati Uniti   | 7 agosto 2016     | Giochi olimpici                                       | Rio de Janeiro, Brasile       | [ 3 ] |
| 58                | 3'56"40 |     | Ariarne Titmus      | Australia     | 22 maggio 2022    | Campionati australiani                                | Adelaide, Australia           |       |
| 59                | 3'56"08 |     | Summer McIntosh     | Canada        | 29 marzo 2023     | Campionati canadesi                                   | Toronto, Canada               | [ 4 ] |
| 60                | 3'55"38 |     | Ariarne Titmus      | Australia     | 23 luglio 2023    | Campionati mondiali                                   | Fukuoka, Giappone             | [ 5 ] |
| 61                | 3'54"18 |     | Summer McIntosh     | Canada        | 7 giugno 2025     | Trials canadesi                                       | Victoria, Canada              |       |

Legenda: Ref - Referto della gara;
Record non ottenuti in finale: (b) - batteria; (sf) - semifinale; (s) - staffetta prima frazione.

### Vasca corta
| #                                            | Tempo   | + | Atleta          | Nazionalità   | Data             | Evento              | Luogo                | Ref   |
| -------------------------------------------- | ------- | - | --------------- | ------------- | ---------------- | ------------------- | -------------------- | ----- |
| -                                            | 4'02"05 |   | Astrid Strauß   | Germania Est  | 8 febbraio 1987  | Festival Arena      | Bonn, Germania Ovest |       |
| Record riconosciuti ufficialmente dalla FINA |         |   |                 |               |                  |                     |                      |       |
| 1                                            | 4'00"03 |   | Claudia Poll    | Costa Rica    | 18 aprile 1997   | Campionati mondiali | Göteborg, Svezia     |       |
| 2                                            | 3'59"53 |   | Lindsay Benko   | Stati Uniti   | 26 gennaio 2003  | Coppa del Mondo     | Berlino, Germania    |       |
| 3                                            | 3'56"79 |   | Laure Manaudou  | Francia       | 10 dicembre 2005 | Campionati europei  | Trieste, Italia      |       |
| 4                                            | 3'56"09 |   | Laure Manaudou  | Francia       | 9 dicembre 2006  | Campionati europei  | Helsinki, Finlandia  |       |
| 5                                            | 3'54"92 |   | Joanne Jackson  | Gran Bretagna | 8 agosto 2009    | British Grand Prix  | Leeds, Regno Unito   |       |
| 6                                            | 3'54"85 |   | Camille Muffat  | Francia       | 24 novembre 2012 | Campionati europei  | Chartres, Francia    |       |
| 7                                            | 3'54"52 |   | Mireia Belmonte | Spagna        | 11 agosto 2013   | Coppa del Mondo     | Berlino, Germania    | [ 6 ] |
| 8                                            | 3'53"97 |   | Wang Jianjiahe  | Cina          | 4 ottobre 2018   | Coppa del Mondo     | Budapest, Ungheria   | [ 7 ] |
| 9                                            | 3'53"92 |   | Ariarne Titmus  | Australia     | 14 dicembre 2018 | Campionati mondiali | Hangzhou, Cina       | [ 8 ] |
| 10                                           | 3'51"30 |   | Li Bingjie      | Cina          | 27 ottobre 2022  | Campionati cinesi   | Pechino, Cina        |       |
| 11                                           | 3'50"25 |   | Summer McIntosh | Canada        | 10 dicembre 2024 | Campionati mondiali | Budapest, Ungheria   |       |

Legenda: Ref - Referto della gara;
Record non ottenuti in finale: (b) - batteria; (sf) - semifinale; (s) - staffetta prima frazione.